# Jugend 2000
Jugend 2000 (englisch Youth 2000) ist eine internationale katholische Jugendbewegung, die 1990 gegründet wurde, nachdem Johannes Paul II. 1989 beim Weltjugendtag in Santiago de Compostela die Jugendlichen dazu aufgerufen hatte, Hauptdarsteller der Neuevangelisierung zu werden.

## Spiritualität und Aktivitäten
Jugend 2000 gibt an, die Jugend für eine neue Wertschätzung der Eucharistie gewinnen zu wollen. Maria, die Mutter Jesu, gelte ihnen als Vorbild. Den Mitglieder sei es ein Anliegen, mit ihrem Leben Zeugnis für Christus zu geben und am Aufbau einer Zivilisation der Liebe mitzuwirken. Wesentliche Bestandteile der Spiritualität Jugend 2000 seien:
1. Persönliche Gottesbeziehung durch die Heilige Messe und die Eucharistische Anbetung.
2. Hingabe an Maria, besonders durch den Rosenkranz.
3. Fundiertes Verständnis der Heiligen Schrift und Treue zum kirchlichen Lehramt.[1]

Außerdem werde auf das gemeinsamen Feiern des Glaubens und das Sakrament der Beichte Wert gelegt. Eine spezielle Spiritualität gebe es nicht; sie sei für alle Spiritualitätsformen offen. Wesentlich sei die marianische Prägung und die typischen Elemente der Neuen Geistlichen Gemeinschaften, wie der Lobpreis.
Jugend 2000 organisiert Fahrten zu Weltjugendtagen; dies zählt zu ihren wesentlichen Gründungsanliegen. Zusätzlich veranstaltet sie verschiedene Gebetstreffen, sogenannte „Holy Hours“ und bietet Gebetskreise und Barmherzigkeitsabende in Pfarreien an. Spezifische Veranstaltungen der Jugend 2000 sind sogenannte Prayerfestivals, die jeweils in den Diözesen durchgeführt werden. In der katholischen Gebetsstätte Marienfried wird jährlich ein Internationales Prayerfestival (IPF) durchgeführt. Auch an der Organisation von verschiedenen Nightfever-Abenden ist Jugend 2000 beteiligt.
Jugend 2000 ist Herausgeber des Buches Jubilate Deo, einer Sammlung von Liedern im Stil des Neuen Geistlichen Liedes.

## Verbreitung und Mitarbeit
- Seit 1998 existiert in Deutschland eine Bundesarbeitsgemeinschaft Jugend 2000. In folgenden Diözesen ist die Gruppierung aktiv: Augsburg, Bamberg, Eichstätt, Freiburg, Köln, Mainz, München, Passau, Regensburg, Rottenburg-Stuttgart, Speyer. Kirchlich anerkannt ist die Jugend 2000 in den Diözesen Augsburg, Eichstätt, Köln, München, Passau, Regensburg, Speyer.[4] Die Jugend 2000 arbeitet im Forum Deutscher Katholiken mit[5] und gehört bzw. gehörte zum Vereinten Apostolat im Geist Mariens.[6] Sie ist Mitglied des Gesprächskreises Geistlicher Gemeinschaften, Bewegungen und Initiativen (GGG).[7]
- In Österreich existiert Jugend 2000 bisher nur in Vorarlberg.
- In der Schweiz wurde die Jugend 2000 als kirchlich anerkannte Gemeinschaft am 8. September 1996 gegründet. Jugend 2000 Schweiz wirkt vor allem in der deutschsprachigen Schweiz.

## OmniaChristo
Im Erzbistum Köln ist aus der Jugend 2000 die Theresianische Familienbewegung OmniaChristo hervorgegangen, um sich an die Spiritualität der heiligen Theresia von Lisieux zu binden und auch Gläubige über 35 Jahren einzubeziehen. Die Jugendarbeit der bisherigen Jugend 2000 Köln ist in der Theresianischen Familienbewegung integriert.

## Auszeichnungen
- 2020: Tiberiuspreis der Diözese Rottenburg-Stuttgart[10][11]